# Chão de Meninos
Chão de Meninos é uma localidade do Município de Sintra situada imediatamente a leste de São Pedro de Penaferrim e a sul da Portela de Sintra. Adquire relevância por se situar na confluência da EN9 e EN247, facilitando o acesso às localidades a sul da freguesia e de Alcabideche, IC19 e também à vila de Sintra, respetivamente.